# شيرلي شامبرز
شيرلي شامبرز (بالإنجليزية: Shirley Chambers)‏ هي ممثلة أمريكية، ولدت في 20 ديسمبر 1913 في سياتل في الولايات المتحدة، وتوفيت في 11 سبتمبر 2011 في لوس أنجلوس في الولايات المتحدة.

## وصلات خارجية
- شيرلي شامبرز على موقع IMDb (الإنجليزية)
- شيرلي شامبرز على موقع قاعدة بيانات الفيلم (الإنجليزية)